# Glínskoie
Glínskoie (en rus: Глинское) és un poble de l'óblast de Sverdlovsk, a Rússia, segons el cens del 2010 tenia 1.187 habitants.